# Copa d'Europa de futbol 1975-76
La Copa d'Europa de futbol 1975-76 fou l'edició número vint-i-u en la història de la competició. Es disputà entre l'octubre de 1975 i el maig de 1976, amb la participació inicial de 32 equips de 31 federacions diferents.
La competició fou guanyada pel Bayern Múnic a la final davant del AS Saint-Étienne.

## Primera ronda
| Equip 1                  | Global | Equip 2          | Anada | Tornada |
| ------------------------ | ------ | ---------------- | ----- | ------- |
| Borussia Mönchengladbach | 7-2    | Wacker           | 1-1   | 6-1     |
| CSKA Septemvrijsko Zname | 2-3    | Juventus FC      | 2-1   | 0-2     |
| Slovan Bratislava        | 1-3    | Derby            | 1-0   | 0-3     |
| Reial Madrid             | 4-2    | Dinamo Bucarest  | 4-1   | 0-1     |
| SL Benfica               | 7-1    | Fenerbahçe SK    | 7-0   | 0-1     |
| Újpesti Dózsa            | 5-5¹   | FC Zürich        | 4-0   | 1-5     |
| Malmö FF                 | 3-3²   | Magdeburg        | 2-1   | 1-2     |
| Jeunesse Esch            | 1-8    | Bayern Múnic     | 0-5   | 1-3     |
| Olympiakos FC            | 2-3    | Dinamo Kiev      | 2-2   | 0-1     |
| Omonia                   | 2-5    | ÍA               | 2-1   | 0-4     |
| KB                       | 1-5    | AS Saint-Étienne | 0-2   | 1-3     |
| Rangers FC               | 5-2    | Bohemian         | 4-1   | 1-1     |
| Floriana                 | 0-8    | Hajduk Split     | 0-5   | 0-3     |
| Molenbeek                | 4-2    | Viking           | 3-2   | 1-0     |
| Ruch Chorzów             | 7-2    | KuPS             | 5-0   | 2-2     |
| Linfield                 | 1-10   | PSV              | 1-2   | 0-8     |

¹ Újpesti Dózsa passà a la segona ronda per la regla del valor doble dels gols en camp contrari.
² Malmö FF passà a la segona ronda pel llançament des del punt de penal.

## Segona ronda
| Equip 1                  | Global | Equip 2       | Anada | Tornada |
| ------------------------ | ------ | ------------- | ----- | ------- |
| Borussia Mönchengladbach | 4-2    | Juventus FC   | 2-0   | 2-2     |
| Derby                    | 5-6    | Reial Madrid  | 4-1   | 1-5     |
| SL Benfica               | 6-5    | Újpesti Dózsa | 5-2   | 1-3     |
| Malmö FF                 | 1-2    | Bayern Múnic  | 1-0   | 0-2     |
| Dinamo Kiev              | 5-0    | ÍA            | 3-0   | 2-0     |
| AS Saint-Étienne         | 4-1    | Rangers FC    | 2-0   | 2-1     |
| Hajduk Split             | 7-2    | Molenbeek     | 4-0   | 3-2     |
| Ruch Chorzów             | 1-7    | PSV           | 1-3   | 0-4     |

## Quarts de final
| Equip 1                  | Global | Equip 2          | Anada | Tornada |
| ------------------------ | ------ | ---------------- | ----- | ------- |
| Borussia Mönchengladbach | 3-3¹   | Reial Madrid     | 2-2   | 1-1     |
| SL Benfica               | 1-5    | Bayern Múnic     | 0-0   | 1-5     |
| Dinamo Kiev              | 2-3    | AS Saint-Étienne | 2-0   | 0-3     |
| Hajduk Split             | 2-3    | PSV              | 2-0   | 0-3     |

¹ Reial Madrid passà a Semifinals per la regla del valor doble dels gols en camp contrari.

## Semifinals
| Equip 1          | Global | Equip 2      | Anada | Tornada |
| ---------------- | ------ | ------------ | ----- | ------- |
| Reial Madrid     | 1-3    | Bayern Múnic | 1-1   | 0-2     |
| AS Saint-Étienne | 1-0    | PSV          | 1-0   | 0-0     |

## Final
| FC Bayern Múnic | 1-0 | AS Saint-Étienne |
| --------------- | --- | ---------------- |
| Roth 57'        |     |                  |

| Guanyador de la Copa d'Europa 1975-76 |
| ------------------------------------- |
| FC Bayern Múnic Tercer títol          |